# Khenpo Sodargye

Khenpo Sodargye, född 1962 i Kham i östra delen av Tibet, är en personlighet inom buddhismen. 

## Biografi
1985 anslöt sig Khenpo Sodargye till sangha vid det som idag är det största buddhistiska institutet i världen, Larung Gar Five Sciences Buddhist Institute i provinsen Sichuan, Kina. Där fick han personlig ledning av en av den tidens främsta buddhistiska ledare, Khenchen Jigme Phuntsok Rinpoche.
Khenpo Sodargye studerade den tibetanska buddhismens alla traditionella filosofiska sastror och erhöll systematiskt den tibetanska buddhismens esoteriska lära i dess helhet. Senare[när?] blev han utsedd att leda nämnda buddhistiska institut och undervisa som en av dess huvudsakliga lärare. När Jigme Phuntsok Rinpoche fortfarande levde var Khenpo Sodargye dennes huvudsakliga översättare för de kinesisktalande efterföljarna, vilka han också undervisade.
Khenpo Sodargye har kommit att bli en av samtidens mest framstående buddhistiska ledare. Som lama, forskare och lärare inom buddhismen, produktiv översättare och modern buddhistisk tänkare är han känd, både i öst och i väst, för att förena traditionell buddhism och globala frågor med det moderna livet.
Khenpo Sodargye har i stor utsträckning föreläst i Kina och andra delar av östra, södra och sydöstra Asien, samt i Australien och Nya Zeeland, i Europa och Nordamerika. Han har även föreläst vid många berömda lärosäten, däribland Peking University, Tsinghua, Harvard, Columbia, Yale, Princeton, Stanford, University of Toronto, McGill University, University of Auckland, Melbourne University, National University of Singapore, National Taiwan University, University of Hong Kong och University of Göttingen.  
Khenpo Sodargye har ett flertal gånger sagt: "Jag vet inte hur länge jag kommer leva, men om så bara en enda person lyssnar och jag ännu har ett andetag kvar, så kommer jag att göra allt för att främja henne genom buddhadharma".